# Petra Noskaiová
Petra Noskaiová, slovaška mezzosopranistka.
Dejavna je predvsem na področju renesančne in baročne glasbe.

## Kariera
Noskaiová je med letoma 1988 in 1994 študirala glasbo pri profesorici Ruženi Illenbergerovi na konservatoriju v Bratislavi. S študijem glasbe je nadaljevala pri profesorjih Mariusu van Alteni, Harryju van der Kampu in Sigiswaldu Kuijkenu.
Sodelovala je s številnimi ansambli, predvsem pri zgodovinskih izvedbah. Tu je še posebej pogosto sodelovala z zasedbo profesorja Kuijkena, La Petite Bande. S to zasedbo je posnela Bachove kantate za celotno liturgično leto, vključno z zgodnjo kantato Weinen, Klagen, Sorgen, Zagen, BWV 12, ki je bila napisala leta 1714 v Weimarju, Noskaiová pa jo je posnela leta 2009 z Gerlindom Sämannom, Christophom Genzom in Janom van der Crabbnom. Leta 2005 je sodelovala na koncertu Bachovih kantat na Rheingau Musik Festivalu v Eibingen Abbeyju. S skupino La Petite Bande je posnela tudi Bachov Matejev pasijon in Mašo v h-molu. Genz je pel vlogo Evangelista, van der Crabben pa vlogo Vox Christi oz. glas Jezusa. Ansambel je s solisti, ki so peli tudi koralne dele, izvedel delo za otvoritev Bachovih tednov v Turingiji leta 2009 v Bachovi cerkvi v Arnstadtu, kjer je Bach delal v svojih mlajših letih.
Sodelovala je tudi z zasedbo Huelgas Ensemble, pri posnetkih del, kot so Ferraboscovi Psalm 103, moteti in madrigali.
Bila je tudi članica slovaškega komornega ansambla Quasars Ensemble, ki je bil ustanovljen leta 2008.
Redno je sodelovala s Slovaškim radiem in snemala dela za založbe Slovart, Dynamic in Matou. Sodelovala je na številnih mednarodnih festivalih, kot so Dnevi stare glasbe v Bratislavi, Festival v Ambronayju in Festival Oude Muziek v Utrechtu. V Utrechtu je sodelovala v operi Orfej, Antonia Sartoria, kjer je Ellen Hargis pela vlogo Orfeja, Suzie LeBlanc pa vlogo Evridike. Predstava je bila posneta v živo. Z zborom Christ Church Cathedral Choir je v Montrealu izvedla delo Joséja de Nebre, Stabat Mater dolorosa.

## Izbrana diskografija
- Il Serpente Di Bronzo (2005) - z Ensemble Inégal, Janom Dismasom Zelenko, Adamom Viktoro, Alexom Potterjem, Hano Blažíkovo, Petrom Kooyjem in Jaroslavom Březino
- Cantatas 16 - 153 - 65 - 154 "Sie Werden Aus Saba Alle Komen" (2006) - z La Petite Bande, Sigiswaldom Kuijkenom, Elisabeth Hermans, Janom Kobowom in Janom van der Crabbnom
- Missa Purificationis Beatae Virginis Mariae / Litanie Lauretanae "Consolatrix Afflictorum" (2007) - z Ensemble Inégal, Janom Dismasom Zelenko, Adamom Viktoro, Gabrielo Eibenovo, Hano Blažíkovo, Jaroslavom Březino in Tomášem Králom